# 하니발 세헤스테드
하니발 세헤스테드(덴마크어: Hannibal Sehested, 1842년 11월 16일~1924년 9월 19일)는 덴마크의 정치인이다. 1900년 4월 27일부터 1901년 7월 24일까지 제17대 덴마크의 총리 겸 외무부 장관을 역임했다. 퓐섬 출생으로, 퓐섬에서 사망했다.